# Bill Clennett
Bill Clennett est un militant québécois résidant à Gatineau. Il défend notamment les droits de personnes démunies, l'accès public à l'information et revendique une plus grande accessibilité aux logements sociaux. Il acquiert une certaine notoriété nationale en février 1996 lorsque le premier ministre du Canada Jean Chrétien l’empoigne par le cou lors d’une manifestation pour un réinvestissement dans l’assurance-chômage.

## Logements et droits sociaux
Bill Clennett choisit de s’établir dans la région de l'Outaouais en 1971. À l’époque, il travaille comme éducateur dans un centre de réadaptation en déficience intellectuelle.
Au cours des années 1980, il œuvre aussi au sein de l’organisme Logemen’occupe, qui a comme principal mandat la défense du droit au logement. C’est en ce sens que Bill Clennett prend activement part aux luttes des citoyens de Hull et de l’Outaouais pour l’assurance chômage, la sécurité du revenu et le logement social. Bill Clennett et Logemen’occupe sont alors reconnus pour leur capacité à créer des événements publics importants, des manifestations qui attirent le regard et l’intérêt en créant des mises en scène presque théâtrales. Les militants de Logemen’occupe participent ainsi à la mise en place d’un « village » fait d’affiches électorales sur les glaces de la rivière des Outaouais et à la fermeture symbolique de stationnements de l’île de Hull.
En 1995, Bill Clennett décide de quitter Logemen’occupe et milite dès lors au sein de l’Association pour la Défense des droits sociaux de l’Outaouais (ADDS). Au sein de cet organisme, Bill Clennett poursuit ses luttes pour une augmentation significative de la sécurité du revenu et du salaire minimum. L’ADDS est reconnue par la rigueur de ces interventions. Elle a ainsi préparé plusieurs mémoires présentés dans diverses commissions parlementaires à Québec. C’est au sein de l’ADDS qu’il entame une campagne importante contre Loto-Québec, l’organisme d’État responsable des jeux de hasard et des casinos québécois.
Bill Clennett milite alors aussi au sein du Rassemblement Outaouais contre la guerre. Cet organisme aura été particulièrement actif dans les dossiers d’une possible intervention canadienne en Irak, de la guerre en Afghanistan et dans le dossier des certificats de sécurité.

## Peinture lancée à l'Édifice Langevin
En 1999, Bill Clennett et d'autres personnes ont lancé des ballons remplis de peinture rouge au Bloc Langevin à Ottawa. Bill Clennett a dit que la peinture représentaient le sang des personnes sans abris. Bill Clennett fut reconnu coupable de méfait et ordonné à payer une amende de 500 $,.

## Lutte contre Loto-Québec
En février 2008, Bill Clennett a gain de cause contre Loto-Québec. Plus de six ans plus tôt, Bill Clennett avait fait une demande d’accès à l’information pour des documents que Loto-Québec espérait ne pas rendre public. Essentiellement, Bill Clennett espérait pouvoir étudier les interventions faites par les services de santé dans les casinos du Québec, y compris lors de tentatives de suicide. Selon Bill Clennett, l’ADDS espérait ainsi trouver un moyen d’être actif contre les maux que créaient les jeux de hasards dans la communauté. Pendant plus de six ans, Loto-Québec aura utilisé de tous les recours auxquels elle avait droit pour garder ces documents secrets.
Par ailleurs, ce travail de mobilisation aura permis à l’organisme EmJEU (« Coalition éthique pour une modération du jeu »), qui lutte contre la dépendance au jeu, de révéler que les outils informatiques de Loto-Québec servant à assurer la fidélisation des joueurs, pourra tout aussi bien être exploités pour la prévention.
Cette victoire et l’engagement de Bill Clennett dans les causes sociales auront incité le quotidien Le Droit et la station régionale de Radio-Canada de le choisir comme « personnalité de la semaine » le 18 février 2008.

## Candidat pour Québec solidaire
Depuis 2007, Bill Clennett adhère au parti politique de gauche Québec solidaire. Selon Bill Clennett, il lui semblait alors important de soutenir les luttes des différents groupes populaires et communautaires par des moyens résolument politiques. Bill Clennett a ainsi été candidat dans la circonscription de Hull lors de l'élection générale de 2007, l'élection partielle de mai 2008 et les élections générales de 2008 et 2012.
Bill Clennett s'est classé en cinquième position en 2007, troisième aux deux élections de 2008, après le Parti libéral du Québec et le Parti québécois, et quatrième en 2012.

## Procès contre la ville de Gatineau
À partir de 2019, Bill Clennett se met à critiquer un changement dans la pratique de la ville de Gatineau, en Outaouais, en ce qui concerne la Loi sur l'accès à l'information, plus principalement l'ajout de frais de 40 cents par page pour le partage de documents auparavant gratuits. Bill Clennett critiqua également une pratique utilisée par la ville afin d'éviter de partager des documents en vertu de la Loi, qui serait de présenter ceux-ci comme étant en format non finalisé et donc n'étant pas sous la juridiction de celle-ci malgré le fait que les consultations publiques aient été conclues avec ces documents « brouillons ». Le 12 octobre 2020, Bill Clennet obtint gain de cause auprès de la Commission d'accès à l'information, qui ordonna la ville d'annuler les frais imposés pour le partage de documents.